# Karim Bellarabi
Karim Bellarabi (ur. 8 kwietnia 1990 w Berlinie Zachodnim) – niemiecki piłkarz pochodzenia marokańskiego, który występował na pozycji napastnika. W latach 2014-2016 reprezentant Niemiec. Wieloletni zawodnik niemieckiego Bayeru Leverkusen. 

## Kariera klubowa
Bellarabi grał w przeszłości w drużynach juniorskich FC Huchting, Werderu Brema i FC Oberneuland. Potem przeniósł się do Brunszwiku, aby grać w Eintrachcie. Tam zagrał 38 meczów i strzelił 8 goli. Z Brunszwiku przeniósł się do Bayeru 04 Leverkusen. Pierwszą bramkę dla Bayeru strzelił w meczu z FC Barceloną w Lidze Mistrzów.

## Kariera reprezentacyjna
Karim grywał w Reprezentacji Niemiec U-20 i Reprezentacji Niemiec U-21. Do seniorskiej reprezentacji został powołany przez Joachima Löwa, na mecz z Reprezentacją Polski, który ostatecznie Polacy pierwszy raz w historii wygrali z Niemcami (2:0).

## Indywidualne rekordy
Jest zdobywcą najszybszej bramki w Bundeslidze, którą zdobył w barwach Bayeru w ósmej sekundzie meczu z Borussią Dortmund, dnia 23 sierpnia 2014.

## Życie prywatne
Jego ojciec pochodzi z Maroka, a matka z Niemiec.